# Talnepantipa
Talnepantipa är en ort i Mexiko.   Den ligger i kommunen Huejutla de Reyes och delstaten Hidalgo, i den sydöstra delen av landet, 200 km norr om huvudstaden Mexico City. Talnepantipa ligger 260 meter över havet och antalet invånare är 139.
Terrängen runt Talnepantipa är huvudsakligen kuperad, men västerut är den bergig. Runt Talnepantipa är det ganska tätbefolkat, med 248 invånare per kvadratkilometer. Närmaste större samhälle är Huejutla de Reyes, 7,1 km nordost om Talnepantipa. I omgivningarna runt Talnepantipa växer i huvudsak städsegrön lövskog.